# Озерёво (Ленинградская область)
Озерёво — деревня в Ефимовском городском поселении Бокситогорского района Ленинградской области.

## Название
В старину называлась «Михайловское на озерах». Получила своё название от одноимённого озера.

## История
ОЗЕРЕВО — село приходское. Река Чагодоща. 

Крестьянских дворов — нет. Строений — 20, в том числе жилых — 17. Мелочная лавка и питейный дом. 

Число жителей по приходским сведениям 1879 г.: 24 м. п., 31 ж. п.

В конце XIX — начале XX века деревня административно относилась к Тарантаевской волости 5-го земского участка 3-го стана Тихвинского уезда Новгородской губернии.

ОЗЕРЕВА — погост на церковной земле, число дворов — 2, число домов — 2, число жителей: 9 м. п., 14 ж. п.; Занятия жителей: церковная служба. Река Чагода. Церковь, 2 церковно-приходских школы, торжок в Троицын день, смежна с деревней Тарантаево.

ОЗЕРЕВА — посёлок Д. И. Рослякова и Светловского, число дворов — 3, число домов — 5, число жителей: 8 м. п., 10 ж. п.; Занятия жителей: земледелие, торговля. Река Чагода. 3 мелочных лавки, казённая винная лавка, смежен с деревней Тарантаево и погостом Озерово. (1910 год)

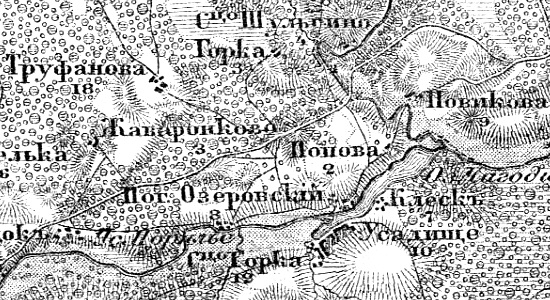
Деревня Озерёво на карте 1912 года

Согласно военно-топографической карте Новгородской губернии издания 1912 года, это был погост Озеровский, который насчитывал 8 крестьянских дворов.
С 1917 по 1918 год деревня входила в состав Тарантаевской волости Тихвинского уезда Новгородской губернии.
С 1918 года, в составе Череповецкой губернии.
С 1924 года, в составе Соминской волости.
С 1927 года, в составе Озеревского сельсовета Ефимовского района.
По данным 1933 года село Озерёво являлось административным центром Озеревского сельсовета Ефимовского района, в который входили 14 населённых пунктов: деревни Городок, Воронячьи Горки, Жаворониха, Клеск, Кожино, Мареино, Новиково, Песочно, Поречье, Сельцо-Горка, Труфаново, Усадище, Шульгино и село Озерёво, общей численностью населения 1250 человек.
По данным 1936 года в состав сельсовета входили 9 населённых пунктов, 249 хозяйств и 10 колхозов.
В 1940 году население деревни составляло 111 человек.
С 1965 года в составе Бокситогорского района.
По данным 1966 и 1973 годов деревня Озерёво входила в состав Озеревского сельсовета, административным центром сельсовета была деревня Климово.
По данным 1990 года деревня Озерёво входила в состав Климовского сельсовета.
В 1997 году в деревне Озерёво Климовской волости проживал 31 человек, в 2002 году — 22 человека (все русские).
В 2007 году в деревне Озерёво Климовского СП проживали 23 человека, в 2010 году — также 23.
В мае 2019 года Климовское сельское поселение вошло в состав Ефимовского городского поселения.

## География
Деревня расположена в южной части района близ автодороги 41К-030 (Красная Речка — Турандино).
Расстояние до деревни Климово — 6 км.
Расстояние до ближайшей железнодорожной станции Ефимовская — 40 км. 
Деревня находится на левом берегу реки Чагода.

## Демография
| 1997 | 2002 | 2007 | 2010 | 2017 |
| ---- | ---- | ---- | ---- | ---- |
| 31   | ↘22  | ↗23  | →23  | ↘19  |

## Инфраструктура
На 1 января 2013 года в деревне числилось 10 домохозяйств.

## Достопримечательности
- Церковь во имя Святителя Николая Чудотворца. Деревянный храм построен в начале XVIII века. Церковь сохранилась.
- Церковь во имя Святого великомученика Георгия Победоносца. Каменный храм с деревянным завершением существовал на Озерёвском погосте еще до 1582 года. В 1845 году его сменила полностью каменная церковь с приделами Пресвятой Троицы и великомученика Георгия. Храм был закрыт в 1934 году. Здание частично сохранилось, ныне восстанавливается как церковь Пресвятой Троицы, приписанная к Крестовоздвиженской церкви города Пикалёво[22].